# Włade Łazarewski
Włade Łazarewski, maced. Владе Лазаревски (ur. 9 czerwca 1983 w Kumanowie) – macedoński piłkarz z serbskim paszportem, grający na pozycji obrońcy, reprezentant Macedonii.

## Kariera piłkarska

### Kariera klubowa
Do polskiej ekstraklasy trafił latem 2005 roku, przechodząc z serbskiego Napredaku Krusevac do Dyskobolii Grodzisk Wielkopolski. Jego debiut ligowy nastąpił 27 lipca 2005 r. w zremisowanym 2:2 meczu Dyskobolii Grodzisk z Amicą Wronki. Wiosną 2008 roku został wypożyczony do ukraińskiego Metalista Charków. Po pół roku wrócił do Polski, ale już nie do Dyskobolii, lecz do Polonii Warszawa, która przejęła licencję zespołu Grodziska i zajęła jego miejsce w Ekstraklasie. Latem 2009 roku podpisał kontrakt z Karpatami Lwów.

### Kariera reprezentacyjna
Łazarewski w reprezentacji Macedonii zadebiutował w 2005 roku. Dotychczas wystąpił w niej w 31 meczach.